# 유클리드 정역
유클리드 정역(Euclid整域, Euclidean domain), 또는 유클리드 환(-環, Euclidean ring)은 특수한 구조를 가지고 있어서 유클리드 호제법과 비슷한 과정이 가능한 정역을 부르는 말이다.

## 정의
정역 {\displaystyle R} 위의 유클리드 함수(영어: Euclidean function) {\displaystyle f\colon R\setminus \{0\}\to \mathbb {N} }는 다음 성질을 만족시키는 함수이다.
- 임의의 {\displaystyle a\in R} 및 {\displaystyle b\in R\setminus \{0\}}에 대하여,{\displaystyle a=bq+r}이며 {\displaystyle r=0} 또는 {\displaystyle f(r)<f(b)}인 {\displaystyle q,r\in R}가 존재한다.

유클리드 정역은 유클리드 함수가 적어도 하나가 존재하는 정역이다.
일부 문헌에서는 유클리드 함수의 정의에 다음 조건을 추가하기도 한다.
- 임의의 {\displaystyle a,b\in R\setminus \{0\}}에 대하여, {\displaystyle f(a)\leq f(ab)}

그러나 이 조건을 추가해도 유클리드 정역의 정의는 바뀌지 않는다. 즉, (더 약한 정의에 대한) 유클리드 함수를 갖춘 정역은 항상 더 강한 정의에 대한 유클리드 함수를 갖춘다.

## 성질
모든 체는 자명하게 유클리드 정역을 이루며, 모든 유클리드 정역은 주 아이디얼 정역이다. 일반적으로, 다음 포함 관계가 성립한다.
가환환 ⊋ 정역 ⊋ 정수적으로 닫힌 정역 ⊋ 크룰 정역 ⊋ 유일 인수 분해 정역 ∪ 데데킨트 정역 ⊋ 유일 인수 분해 정역 ∩ 데데킨트 정역 = 주 아이디얼 정역 ⊋ 유클리드 정역 ⊋ 체

## 예
- 정수환 {\displaystyle \mathbb {Z} }는 유클리드 정역을 이루며, 이 경우 유클리드 함수를 절댓값 {\displaystyle |\cdot |}으로 잡을 수 있다. 절댓값이 유클리드 함수라는 것은 나눗셈 정리의 따름정리다.
- 체 {\displaystyle K} 위의 다항식환 {\displaystyle K[x]}는 유클리드 정역이다. 이 경우, 유클리드 함수는 다항식의 차수 {\displaystyle \deg p\in \mathbb {N} }이다.
- 체 {\displaystyle K} 위의 형식적 거듭제곱 급수의 환 {\displaystyle K[[x]]} 역시 유클리드 정역이다. 이 경우, 유클리드 함수는 형식적 거듭제곱 급의 차수 {\displaystyle \deg p\in \mathbb {Z} }이다.
- 가우스 정수의 환 {\displaystyle \mathbb {Z} [i]}은 유클리드 정역이다. 이 경우 유클리드 함수는{\displaystyle f(a+bi)=a^{2}+b^{2}\in \mathbb {N} }와 같이 정의할 수 있다.

### 다항식환의 유클리드 함수
다항식환 {\displaystyle K[x]}에서, 차수 {\displaystyle \deg }가 유클리드 함수를 이룬다는 사실은 다음과 같이 보일 수 있다. {\displaystyle f,g\in K[x]}이며, {\displaystyle g\neq 0}이라고 하자. 이 경우,
{\displaystyle f=gq+r}
이며 {\displaystyle \deg r<\deg g}인 {\displaystyle q,r\in K[x]}의 존재를 보이면 된다.
집합 {\displaystyle S\subset K[x]}를
{\displaystyle S=\{f-gh\colon h\in K[x]\}}
와 같이 정의하자. 자명하게, {\displaystyle S}가 공집합일 수는 없다. {\displaystyle r}를 {\displaystyle S}의 원소 중 차수가 제일 작은 다항식이라 하자. 그렇다면
{\displaystyle f=gq+r}
를 만족시키는 {\displaystyle q\in K[x]}가 존재한다. 이제, {\displaystyle \deg r<\deg g}이거나 {\displaystyle \deg r\geq \deg g}이다. 귀류법을 사용해, {\displaystyle \deg r\geq \deg g}라고 가정하자.
{\displaystyle r=ax^{\deg r}+\cdots }
{\displaystyle g=bx^{\deg g}+\cdots }
라면,
{\displaystyle {\tilde {r}}=r-(a/b)x^{\deg r-\deg g}g\in S}
이지만
{\displaystyle \deg {\tilde {r}}<\deg r}
이므로 모순이다.

### 유클리드 정역을 이루는 대수적 정수환
허수 이차 수체 {\displaystyle \mathbb {Q} ({\sqrt {-d}})}의 대수적 정수환 {\displaystyle {\mathcal {O}}_{\mathbb {Q} ({\sqrt {-d}})}}에 대하여, 다음 세 조건이 서로 동치이다.
- {\displaystyle {\mathcal {O}}_{\mathbb {Q} ({\sqrt {-d}})}}는 유클리드 정역을 이룬다.
- 체 노름 {\displaystyle f(a+b{\sqrt {-d}})=a^{2}+b^{2}d}은 {\displaystyle {\mathcal {O}}_{\mathbb {Q} ({\sqrt {-d}})}}의 유클리드 함수이다.
- {\displaystyle d=1,2,3,7,11}

실수 이차 수체 {\displaystyle \mathbb {Q} ({\sqrt {d}})}의 대수적 정수환 {\displaystyle {\mathcal {O}}_{\mathbb {Q} ({\sqrt {d}})}}에 대하여, 다음 두 조건이 서로 동치이다.
- 체 노름의 절댓값 {\displaystyle f(a+b{\sqrt {d}})=|a^{2}-b^{2}d|}은 {\displaystyle {\mathcal {O}}_{\mathbb {Q} ({\sqrt {d}})}}의 유클리드 함수이다.
- {\displaystyle d=2,3,5,6,7,11,13,17,19,21,29,33,37,41,57,73} (OEIS의 수열 A003174)

만약 {\displaystyle d=14}일 경우, {\displaystyle {\mathcal {O}}_{\mathbb {Q} ({\sqrt {14}})}}는 체 노름이 아닌 유클리드 함수를 갖는다.

## 같이 보기
- 나눗셈 정리